# Qmotri
qmotri（クモトリ）は、東京都渋谷区にあるアニメーションを制作しているスタジオ。

## 作品

### みんなのうた
- ◆は、5分間1曲枠の楽曲（ロングのうた）。
- 1.いのちの記憶 / ZABADAK（2013年4月・5月放送）
- 2.毛布の日 / 小島ケイタニーラブ（2016年12月・2017年1月放送）
- 3.変顔体操 / ヨシザワコウタ feat.RyoTracks（2019年6月・7月放送）
- 4.透明なぬくもり / tico moon feat.中川理沙（2023年6月・7月放送）